# مجرة بيكابو
مجرة بيكابو Peekaboo Galaxy (المعروفة رسميًا باسم HIPASS J1131-31 و PGC 5060432 ) عبارة عن مجرة زرقاء منضغطة غير منتظمة (تشير إلى وجود نجوم شابة ساخنة) وهي تـُرى في كوكبة هيدرا . المجرة صغيرة نسبيًا ، حيث يبلغ قطرها حوالي 1200 سنة ضوئية (0.37 مليون فرسخ فلكي) ؛ وعلى مسافة قريبة من الأرض تبلغ حوالي 22 مليون سنة ضوئية (6.8 مليون فرسخ فلكي ). تعتبر مجرة بيكابو واحدة من أكثر المجرات التي تفتقر إلى المعادن ( "فقيرة للغاية بالمعادن" (XMP) ) ، وأقلها تخصيبًا كيميائيًا ، والتي تبدو بدائية ، من بين المجرات المعروفة.

## الاكتشاف
أصبح اكتشاف مجرة بيكابو ، المختبئة خلف نجم أمامي سريع الحركة نسبيًا ، يُدعى TYC 7215-199-1 ، واضحًا عندما تحرك النجم جانبًا خلال الخمسين إلى المائة سنة الماضية ، مما أدى إلى إخلاء المشهد من تلك المجرة المحجوبة. ومن هنا جاءت تسمية المجرة "بيكابو" .
تم الإعلان عن الدراسات التفصيلية للمجرة في نوفمبر 2022 ، واستندت إلى المشاهدة باستخدام تلسكوب هابل الفضائي . تمكن علماء الفلك من فحص حوالي 60 من النجوم الفردية في تلك المجرة بدقة ، وكلها تبدو صغيرة نسبيًا ، عمرها بضعة مليارات من السنين أو أصغر. على حد تعبير باربل كوريبالسكي ، عالم الفلك في CSIRO في أستراليا ، المكتشف الأصلي للمجرة منذ أكثر من 20 عامًا في عام 2001 ،  ومؤلف مشارك في الدراسة الأخيرة للمجرة ، "في البداية لم أكن أدرك مدى خصوصية هذه المجرة الصغيرة. . . الآن مع البيانات المجمعة من تلسكوب هابل الفضائي ، والتلسكوب الجنوب أفريقي الكبير (SALT) ، وغيرهما ، نعلم أن مجرة بيكابو هي واحدة من أكثر المجرات فقرا بالمعادن التي تم اكتشافها على الإطلاق. " 
وفقًا للتفكير الحالي ، في وقت مبكر من تكوين الكون ، قبل 13.8 مليار سنة ، تم تكوّن النجوم الأولى ، والتي كانت تتكون في الغالب من الهيدروجين والهيليوم ، حيث كانت تلك المادتين هي المادة الأولى. لاحقًا قامت هذه النجوم المبكرة بدمج الهيدروجين والهيليوم الذي جمعته من السحابة الأولى وبدأت في تكوين عناصر أثقل ، بما في ذلك الحديد . تم إنتاج العناصر الأثقل ، بخلاف الحديد ، في وقت لاحق نتيجة للانفجارات العنيفة للمستعرات العظمى لبعض نجومها ، مما أدى إلى تشتت هذه العناصر الأثقل التي تشكلت حديثًا في جميع أنحاء الكون ، حيث بدأ دمجها في تكوين النجوم الأحدث (أي النجوم التي منها النجوم الحالية) . قد يساعد اكتشاف مجرة بيكابو القريبة نسبيًا والفقيرة جدًا في المعادن ("الخصائص المتطرفة لنظام نجمي شاب")  - قد يساعد علماء الفلك على فهم أفضل لتكوين النجوم والمجرات الأولى .
وفقًا لعالم الفلك Gagandeep Anand من معهد علوم تلسكوب الفضاء ، والمؤلف المشارك للدراسات المنشورة مؤخرًا ، "اكتشاف مجرة بيكابو يشبه اكتشاف نافذة مباشرة إلى الماضي ، مما يسمح لنا بدراسة بيئتها القاسية ونجومها على مستوى من التفاصيل لا يمكن الوصول إليه في الكون المبكر البعيد. . . نظرًا لقرب بيكابو منا ، يمكننا إجراء مشاهدات مفصلة ، وفتح احتمال رؤية بيئة تشبه الكون المبكر بتفاصيل غير مسبوقة ".

## دراسات المستقبل
كما طرح علماء الفلك أنه ربما يتعين عليهم انتظار المزيد من الدراسات حول مجرة بيكابو للتوضيح: "الوضع مع بيكابو لا يزال غامضا بالتأكيد. . . فكيف يمكن أن يكون لها مثل هذا المعدن المنخفضة نسبته بعد أن مرت عليها 13 مليار سنة في الكون المحلي ؟ "
يجري النظر في مزيد من المشاهدات والدراسات المستقبلية للمجرة باستخدام تلسكوب هابل الفضائي وتلسكوب جيمس ويب الفضائي .

## أنظر أيضا
- تشكل وتطور المجرات
- I زفيكي 18
- قائمة المجرات
- دالة توزيع المعادن
- فلزية المجرات
- التصنيف النجمي
- تطور النجوم

## روابط خارجية
- مجرة بيكابو (فيديو ؛ 2:51) (وكالة ناسا الفضائية الإخبارية ، 12 ديسمبر 2022)

قالب:Stars of Hydra